# Ratolí marsupial de Godman
El ratolí marsupial de Godman (Antechinus godmani) és una espècie de petit marsupial carnívor originari d'Austràlia. És un dels membres més rars del seu gènere i es diferencia de les altres espècies que el componen en el seu color més rogenc i els ulls petits.